# Каса Гранде
Каса Гранде (на английски: Casa Grande) е град в окръг Пинал, щата Аризона, САЩ. Каса Гранде е с население от 41 152 жители (2008) и обща площ от 124,8 km². Намира се на 426 m надморска височина. ЗИП кодът му е 85122, 85130, 85193, а телефонният му код е 520.